# 볼링 (크리켓)

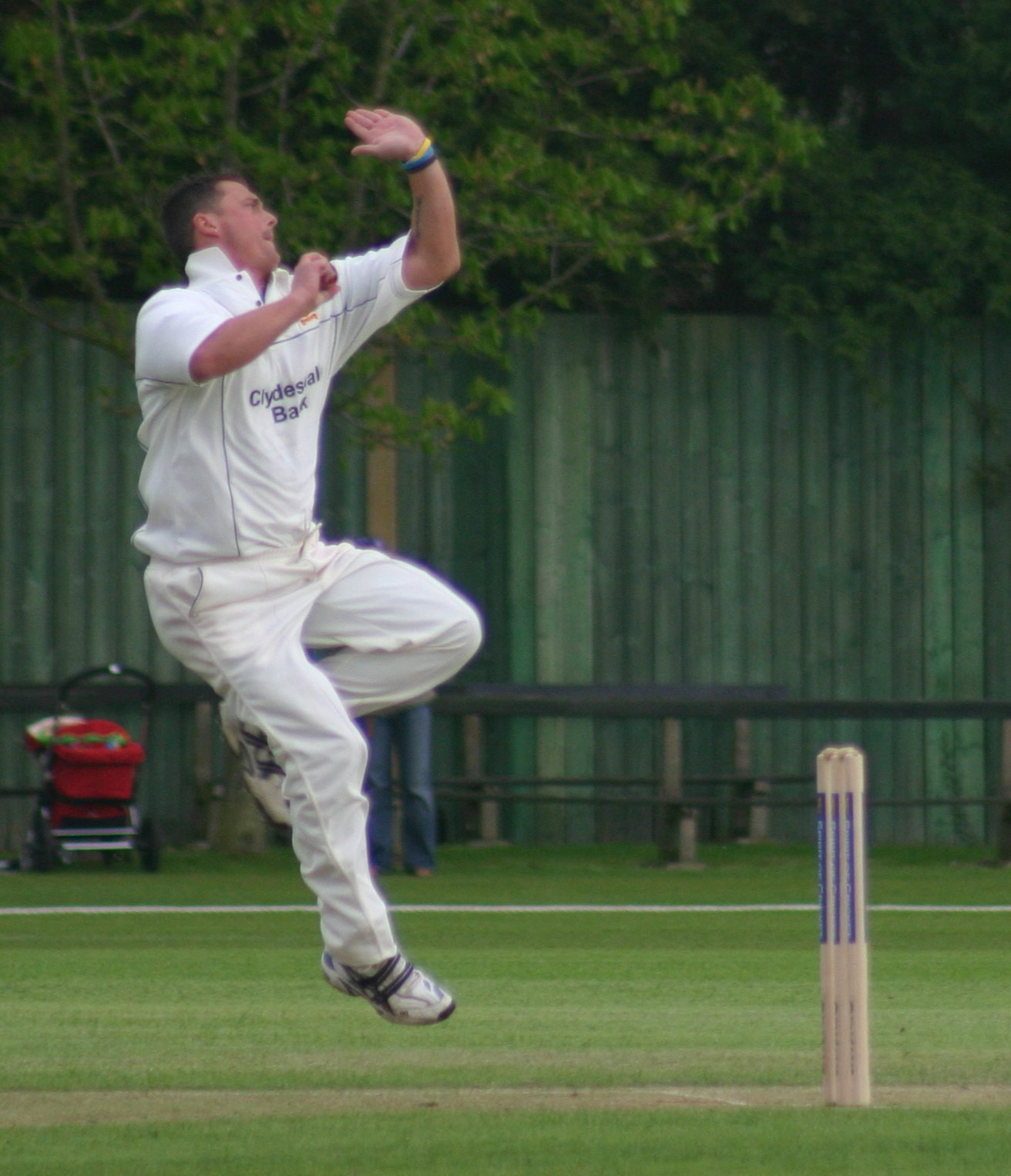
볼링 중인 대런 고우.

볼링(bowling)은 크리켓에서 배트맨이 지키고 있는 위켓을 향해 공을 던지는 행위를 말한다. 볼링 기술이 뛰어나 볼링을 하는 역할을 전담하는 선수를 볼러라 부른다.
크리켓의 볼러는 크게 두 가지 스타일로 나뉜다. 하나는 빠른 공을 던지는 ‘페이서’(pacer)이고, 다른 하나는 스핀을 이용해 공의 방향을 조절하는 ‘스피너’(spinner)이다. 볼러가 배트맨을 향해 공을 던지는 동작은 ‘볼‘(ball) 또는 ’투구’(delivery)라 한다. 볼러는 여섯 번의 투구를 한 세트로 던지며, 이를 ‘오버’(over)라 한다. 한 볼러가 한 오버를 다 던지면, 같은 팀의 다른 선수가 나와 피치의 다른 쪽 끝에서 또 한 오버를 던지게 된다.
볼링의 방법은 크리켓 규정에 정의되어 있다. 볼러가 규정에 어긋난 방식으로 공을 던질 경우 심판은 ‘노볼’(no ball)을 선언한다. 배트맨이 칠 수 없을 정도로 공이 너무 높게 던져지거나, 혹은 공이 너무 옆으로 던져져서 스텀프를 벗어날 경우 심판은 ‘와이드’(wide)를 선언한다.

## 같이 보기
- 크리켓 용어
- 오버
- 볼링 머신